# Jolin Tsai
Jolin Tsai (nom real en xinès: 蔡依林; en pinyin: Cài Iīlín; nascut en Xinzhuang, Taiwan, 15 de setembre de 1980) és una cantant taiwanesa del gènere Mandopop.
Jolin va nàixer el 15 de Setembre a Xinzhuang, Taiwan, on va viure quasi tota la seua vida amb la seua mare, el seu pare i la seua germana major, fins que es va fer famosa. Actualment, viatja molt per a fer els seus vídeos i altres coses, encara que moltes voltes es queda en el seu país natal amb la seua família.
Unes de les raons de què ella siga tan reconeguda, a més del fet que és talentosa i tinga una bella veu, és que cantà la cançó "Warriors in peace" de la pel·lícula reeixida xinesa "Warriors of the Heaven and Earth", que va ser vist en quasi tota Àsia, part d'Europa i Estats Units.

## Biografia
Quan Jolin era menuda era molt introvertida i tímida, de xiqueta la seua mare es preocupava molt pels seus estudis, pel que la duia a assistir diferents cursos, com lliçons de matemàtiques, per aquesta raó, Jolin tenia bones qualificacions. El seu nivell acadèmic li va permetre entrar en Jingmei Girls High School i més tard, Fu Jen Catholic University.
Jolin va dedicar la seua joventut a estudiar l'anglès i s'especialitzà en Literatura Anglesa quan estava en la Fu Jen Catholic University, una universitat que és molt coneguda en Taiwan per la seua cultura anglesa.
Des de la seua infància, Jolin mostrava gran interès pel cant i experimentava amb diferents tècniques vocals, després d'escoltar cançons molt populars de dones dives com Teresa Teng i Faye Wong.

## Carrera
La seua carrera musical va començar a l'edat de 18 anys quan, en guanyar un concurs musical, després va ser fitxada per Universal Music, per a llançar en 1999 el seu primer single “Living with the world” (和世界做鄰居), la traducció del qual al català podria ser "Vivint amb el món". Des del principi la seua música va tenir una gran èxit de vendes, i per això no va tardar molt de temps a llançar el seu primer disc, al que li seguirien tres discos més que llançaria amb la mateixa discogràfica per a, poc més tard, deixar-la per a fitxar amb Sony Music. Fou amb aquesta companyia que Jolin va canviar totalment el seu look, que pot apreciar-se molt més madur a partir del seu cinquè disc, i fou a partir de llavors que la cantant va fer un nombre més gran d'aparicions en televisió. Després, l'any 2006 va ser fitxada per a Capitol Records i en l'actualitat treballa amb aquesta discogràfica.

## Discografia

### Àlbums d'estudi
- 1019 (10 setembre de 1999)
- Don't Stop (26 abril de 2000)
- Show Your Love (22 desembre de 2000)
- Lucky Number (7 juliol de 2001)
- Magic (看我72變) (7 març de 2003)
- Castle (城堡) (27 febrer de 2004)
- J-Game (25 abril de 2005)
- Dancing Diva (舞孃) (12 maig de 2006)
- Agent J (特務J) (27 setembre de 2007)
- Butterfly (花蝴蝶) (27 març de 2009)
- Myself (13 agost de 2010)
- Muse (14 setembre de 2012)
- Play (呸) (15 novembre de 2014)
- Ugly Beauty (26 desembre de 2018)